# 첨천우
첨천우(중국어 정체자: 詹天佑, 병음: Zhān Tiānyòu 잔톈유[*], 1861년 4월 26일 - 1919년 4월 24일)는 청나라 말기의 인물로 중국 최초의 철도 기술자이다. 자는 권성(眷誠), 호는 달조(達潮)이며, 자신을 영어로 부를 때는 광동어 발음에 기반하여 Jeme Tien-Yow라고 불렀다. 경장철도 등의 건설 수리 등에 종사 ‘중국 철도의 아버지’, ‘중국 현대식 건설의 아버지’라고 불리고 있다.

## 생애
안휘성 휘주부 무원현(현재의 장시성 상라오시 무원현) 사람으로 본적은 광동성 남해현이다. 청나라 건륭 25년(1760년), 첨만방(詹萬榜, 첨천우 증조부)은 가족을 데리고, 광저우에 와서 차잎 장사를 하여 북문 밖의 공신방에 살았다. 가경 21년(1816년), 첨세란(詹世鸞, 첨천우 할아버지)은 서문 밖 십이보(十二甫)로 이사했다. 이후 거주지에서 과거 향시를 보기 위해 첨세란은 광저우부 남해현의 호적을 신청했고, 가경 25년(1820년)에 허가를 받아 호적을 받았다. 첨흥홍(詹興洪, 첨천우의 아버지)의 대에서 차잎의 장사가 기울어지며, 생활은 갈수록 쪼그라들었다. 첨흥홍은 남해현 현서관 일대에서 문장을 새겨 넣거나 책이나 편지를 대서하면서 생계를 유지하고 있었다.
1861년 4월 26일, 첨천우는 서관(西関)의 십이보에서 태어났다. 첨천우 그 경력 중에 ‘광동성 남해현’이라고 스스로 호적을 자칭했지만, 사실 첨천우 광주부 서관의 사람이다.(당시 서관은 남해현에 속해 있었다.)
1872년, 청나라 말기 혁신적 사상가 용굉은 홍콩에서 아이들을 모집하고 있었다. 1872년 청말 혁신 사상가 용굉은 홍콩에서 아이들을 모집하고 있었다. 첨흥홍의 친구인 담백촌은 마카오에서 장사를 하는 인물로 통찰력도 있고, 선견지명도 있는 사람이었다. 첨흥홍 부부에게 첨천우의 외국행 시험을 보게하라고 권했다. 담백촌은 중산 사람이었지만, 첨천우를 좋아했고, 전도가 유망하다고 보고 있었다.
그는 넷째 딸 담국진을 첨천우에 시집보내기로 했다. 첨흥홍은 담백촌에게 첨천우를 홍콩으로 보내서 출원시켜 달라는 부탁을 했다. 첨천우는 어릴 때부터 공부를 해 성적도 좋았는데, 홍콩에 도착해서 출원에도 성공했다. 첨천우는 외국 유학 예비반 시험에 불과 12세의 나이로 합격했다. 동치 11년(1872년) 8월, 첨천우를 포함 청나라의 첫 국비 유학생 30명이 미국으로 건너갔다.
첨천우 미국의 초등학교, 중학교에서 공부를 마친 후, 1878년에 우수한 성적으로 예일 대학교에 입학했다. 토목 공학을 공부하며 철도를 전공했다. 1881년 5월에 ‘부두 크레인 연구’라는 논문으로 졸업을 했고, 학사 학위 (Ph. B)를 얻었다. 같은 해, 청나라 정부는 모든 유학생을 소환했다. 백여 명의 귀국 유학생 중 탕사오이와 첨천우 만이 학위를 취득했다.

## 귀국
첨천우는 귀국 후 복건 마미 선정학당에 파견되었다. 조선 기술을 배웠고, 복건수사의 기함 ‘양무’의 포수가 된다. 청불 전쟁 중 마강해전에도 참가했다. 복건수사가 프랑스군에 의해 소멸된 이후, 1885년에는 광저우 황포수사(黄埔水師) 학당에서 교사가 되었다. 실지 조사를 하고 광동 연해의 해도를 작성했다.
1888년에 이홍장, 우팅팡이 설립하고 경영하고 있던 중국 철로 공사(中國鉄路公司)에 전입한다.

## 참고자료
- "Chan T'ien-yu," Boorman, Howard L., et al., eds (1967). 《Biographical Dictionary of Republican China Volume I》. New York: Columbia University Press. ISBN 0231089589., pp. 12–15.
- "Memoir of Jeme Tien Yow," in Engineers, American Society of Civil (1919). 《Proceedings of the American Society of Civil Engineers》. The Society., 681- 694.
- "Zhan Tianyou," Gao, James Z. (2009). 《Historical Dictionary of Modern China (1800-1949)》. Scarecrow Press. ISBN 978-0-8108-6308-8.
- Rhoads, Edward J.M. (2011), 《Stepping Forth into the World the Chinese Educational Mission to the United States, 1872-81》, Hong Kong: Hong Kong University Press, distributed in North America by University of Washington Press